# Campeonato Europeo de Piragüismo en Kayak de Mar
El Campeonato Europeo de Piragüismo en Kayak de Mar es la máxima competición del piragüismo en kayak de mar a nivel europeo. Es organizado por la Asociación Europea de Piragüismo (ECA).

## Ediciones
| N.º | Año  | Sede          | País     |
| --- | ---- | ------------- | -------- |
| I   | 2014 | Vila do Conde | Portugal |
| II  | 2016 | Cagliari      | Italia   |
| III | 2018 | Villajoyosa   | España   |
| IV  | 2021 | Cherbourg     | Francia  |
| V   | 2022 | Cagliari      | Italia   |

## Medallero histórico
- Actualizado hasta Cagliari 2022.[1]

| Núm. | País     | Oro | Plata | Bronce | Total |
| ---- | -------- | --- | ----- | ------ | ----- |
| 1    | España   | 5   | 4     | 5      | 14    |
| 2    | Francia  | 3   | 2     | 4      | 9     |
| 3    | Portugal | 1   | 1     | 0      | 2     |
| 4    | Italia   | 1   | 0     | 0      | 1     |
| 5    | Alemania | 0   | 3     | 0      | 3     |
| 6    | Suecia   | 0   | 0     | 1      | 1     |
|      | TOTAL    | 10  | 10    | 10     | 30    |